# تومي كار
تومي كار (بالإنجليزية: Tommy Carr)‏ هو لاعب كرة القدم الغالية أيرلندي، ولد في 2 مايو 1961 في دبلن في جمهورية أيرلندا.